# Amata democharis
Amata democharis är en fjärilsart som beskrevs av William Schaus 1928. Amata democharis ingår i släktet Amata och familjen björnspinnare. Inga underarter finns listade i Catalogue of Life.